# Rosa baitagensis
Rosa baitagensis är en rosväxtart som beskrevs av R.V. Kamelin och I.A. Gubanov. Rosa baitagensis ingår i släktet rosor, och familjen rosväxter. Inga underarter finns listade i Catalogue of Life.